# Go-Toba

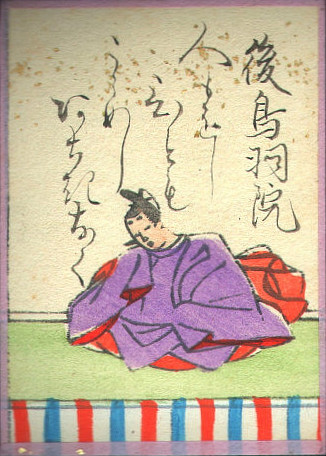
Go-Toba, Illustration aus einer Hyakunin-Isshu-Ausgabe (Edo-Zeit)

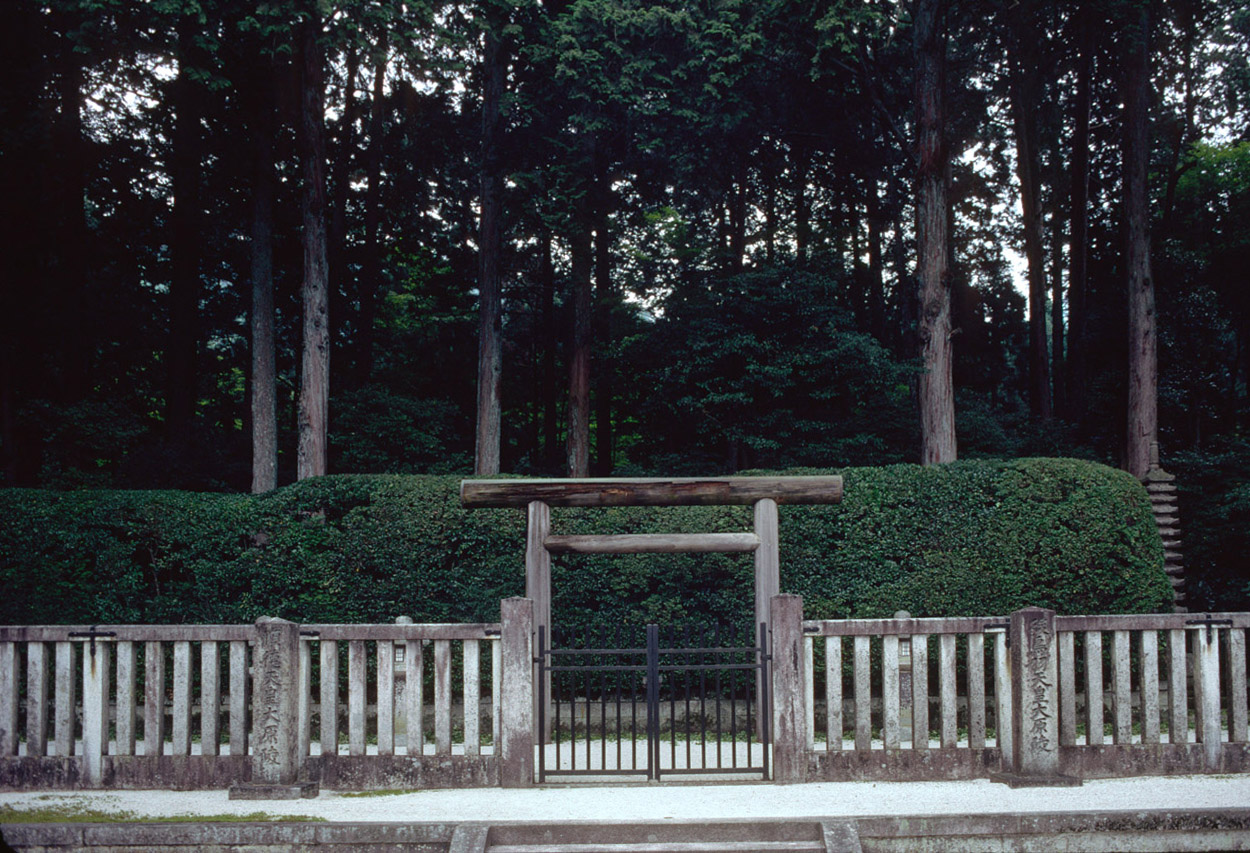
Grabstätte von Go-Toba und seinem Sohn Juntoku in Kyōto

Go-Toba (japanisch 後鳥羽天皇 Go-Toba-tennō; * 6. August 1180; † 28. März 1239) war der 82. Tennō von Japan (20. August 1183 – 11. Januar 1198). Sein Eigenname war Takahira (尊成). Er war der vierte Sohn des Takakura-tennō. Er war auch als Dichter bekannt. Er ordnete die Herausgabe der Gedichtanthologie Shinkokin-wakashū an.

## Leben und Wirken
Go-Toba wurde im Alter von drei Jahren von seinem Großvater, Tennō Go-Shirakawa, zum Nachfolger seines Bruders Antoku bestimmt, nachdem dieser mit dem Klan seiner Mutter aus Kyōto geflohen war. 1192 starb Go-Shirakawa. Minamoto no Yoritomo (1147–1199), einer der Söhne des Oberhauptes der Minamoto, erhielt im selben Jahr von Go-Toba den erblichen Titel des Seii Taishōgun (Shogun). Damit begann der Niedergang des Einflusses des kaiserlichen Hofs auf das politische Geschehen und der gleichzeitige Aufstieg der Macht der Samurai.
Yoritomo vernichtete das bestehende System nicht, sondern überlagerte es durch militärische Elemente. Die Verwaltung lief über sein Hauptquartier in Kamakura, und die Macht lag jetzt allein bei den Kriegerfamilien, den bushi. 1198 dankte Go-Toba, gerade 18 Jahre alt, zu Gunsten seines Sohnes Tsuchimikado ab. Go-Toba behielt gewissen Einfluss am kaiserlichen Hof, stand aber in ständiger Konkurrenz zum Shōgunat. 1221 versuchte er, mit seinen Söhnen durch einen gewaltsamen Aufstand wieder an die Macht zu gelangen. Im anschließenden Jōkyū-Krieg unterlag aber die kaiserliche Fraktion, und Go-Toba und seine Söhne wurden aus Kyōto verbannt.
Go-Toba war ein großer Bewunderer von Schwertern. Er versammelte die besten Schwertschmiede des Landes an seinem Hof und erlernte selbst ihre Kunst. Er wurde selbst ein beachteter Schwertschmied und es war seine Unterstützung dieser Kunst, die Japans „Goldenes Zeitalter der Schwertschmiedekunst“ begründete. Sein Beitrag wird so hoch geschätzt, dass er bis heute in der Literatur als erster Schwertschmied geehrt wird. Ein ihm zugeschriebenes Katana, mit einem Chrysanthemenmuster als Zeichen der kaiserlichen Herkunft, befindet sich heute im Besitz der Familie Tokugawa.
Go-Toba starb im Exil auf den Oki-Inseln im Alter von 58 Jahren.